# مالكولم تيرني
مالكولم تيرني (بالإنجليزية: Malcolm Tierney)‏ هو ممثل بريطاني، ولد في 25 فبراير 1938 بمانشستر في المملكة المتحدة، وتوفي في 19 فبراير 2014.

## وصلات خارجية
- مالكولم تيرني على موقع IMDb (الإنجليزية)
- مالكولم تيرني على موقع روتن توميتوز (الإنجليزية)
- مالكولم تيرني على موقع ألو سيني (الفرنسية)
- مالكولم تيرني على موقع ميوزك برينز (الإنجليزية)
- مالكولم تيرني على موقع ديسكوغز (الإنجليزية)
- مالكولم تيرني على موقع قاعدة بيانات الفيلم (الإنجليزية)